# アントラニル酸-N-メチルトランスフェラーゼ
アントラニル酸-N-メチルトランスフェラーゼ(Anthranilate N-methyltransferase、EC 2.1.1.111)は、以下の化学反応を触媒する酵素である。
S-アデノシル-L-メチオニン + アントラニル酸{\displaystyle \rightleftharpoons }S-アデノシル-L-ホモシステイン + N-メチルアントラニル酸
従って、この酵素の2つの基質はS-アデノシル-L-メチオニンとアントラニル酸、2つの生成物はS-アデノシル-L-ホモシステインとN-メチルアントラニル酸である。
この酵素は、転移酵素、特に1炭素基を転移させるメチルトランスフェラーゼのファミリーに属する。系統名は、S-アデノシル-L-メチオニン:アントラニル酸 N-メチルトランスフェラーゼである。